# Токаи-мару
Токаи-мару (яп.  東海丸) — японский грузопассажирский лайнер. Спущен на воду 16 мая 1930 года. Реквизирован во время Второй мировой войны для нужд Императорского флота Японии. Потоплен американской подводной лодкой USS Snapper (SS-185) в бухте Апра около острова Гуам 27 августа 1943 года.

## История
Строительство корабля началось в 1929 году на верфи Mitsubishi Heavy Industries по заказу компании Mitsui O.S.K. Lines. Токаи-мару был спущен на воду 16 мая 1930 года, строительство было завершено 14 августа 1930 года. До Второй миртовой войны Токаи-мару курсировал между японскими городами и Нью-Йорком. 17 октября 1941 года был реквизирован для нужд Императорского флота Японии. 24 января 1943 года Токаи-мару получил повреждения в результате атаки американской подводной лодкой USS Flying Fish (SS-229). Потоплен американской подводной лодкой USS Snapper (SS-185) 27 августа 1943 года.
Корпус Токаи-мару лежит на глубине 34 метра. Рядом лежит немецкий вспомогательный крейсер Корморан, затопленный командой 7 апреля 1917 года. Таким образом, это одно из немногих мест где можно увидеть корпус судна Первой мировой войны рядом с корпусом судна Второй мировой войны.
В 1988 году останки корабля были внесены в Национальный реестр исторических мест США.